# Horitschon
Horitschon (ungarisch Haracsony, kroatisch Haračun) ist eine Marktgemeinde mit 2072 Einwohnern (Stand 1. Jänner 2025) im Bezirk Oberpullendorf im Burgenland in Österreich.

## Geografie

### Geografische Lage
Die Gemeinde liegt im Mittelburgenland. Gemeinsam mit seinen Nachbargemeinden Deutschkreutz, Neckenmarkt und Lutzmannsburg zählt Horitschon zu den Hauptorten des Blaufränkischlandes. „Blaufränkischland“ ist jedoch keine geografische Bezeichnung, sondern eine reine Gebietsvermarktungsbezeichnung.

### Gemeindegliederung
Das Gemeindegebiet umfasst folgende zwei Ortschaften bzw. gleichnamigen Katastralgemeinden (in Klammern Einwohnerzahl Stand 1. Jänner 2025):
- Horitschon (1326)
- Unterpetersdorf (481)

### Nachbargemeinden
|         | Neckenmarkt                                 |               |
|         | Kompassrose, die auf Nachbargemeinden zeigt | Deutschkreutz |
| Raiding | Großwarasdorf                               |               |

## Geschichte

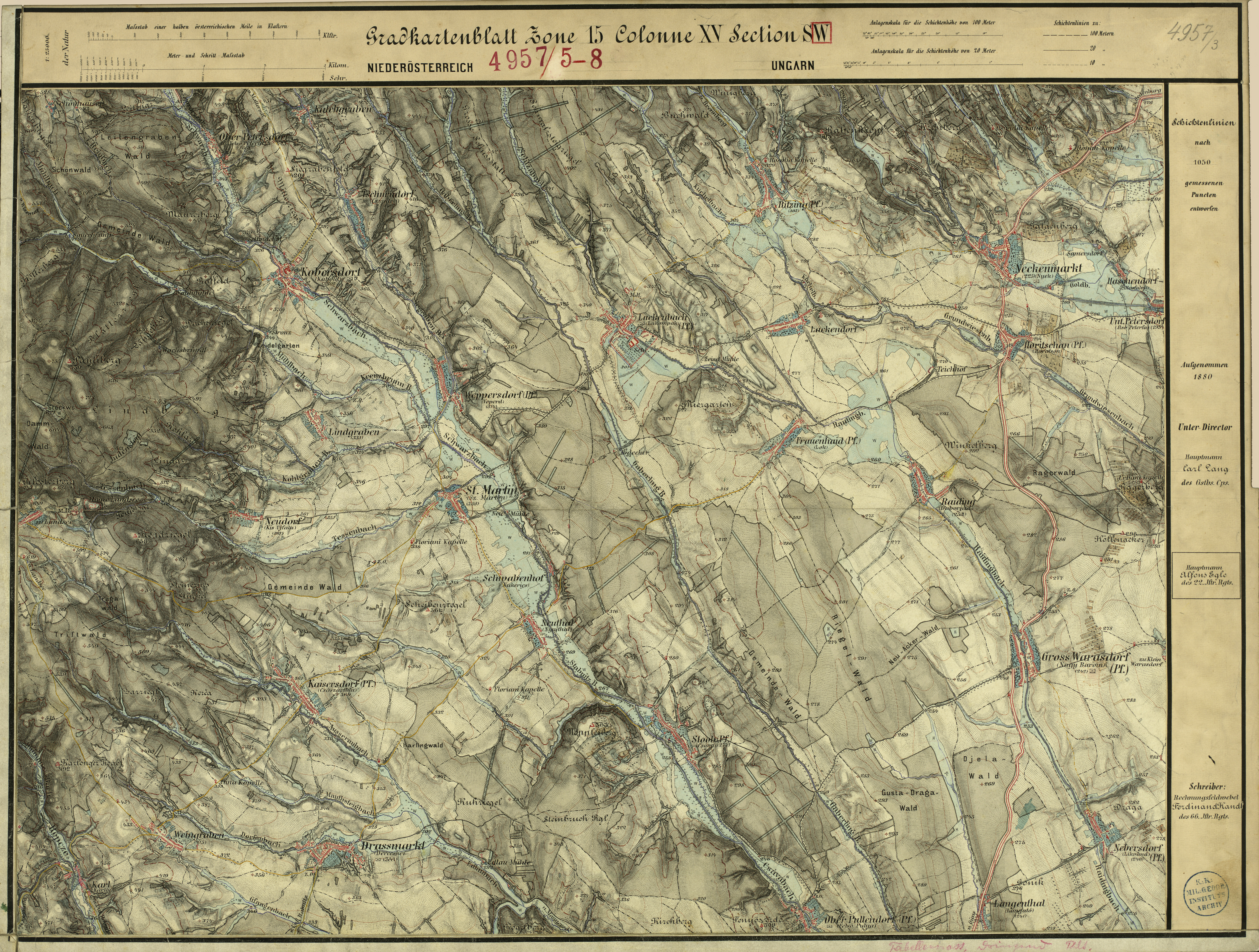
Horitschon (rechts oben) um 1880 (Aufnahmeblatt der Landesaufnahme)

Vor Christi Geburt war das Gebiet Teil des keltischen Königreiches Noricum und gehörte zur Umgebung der keltischen Höhensiedlung Burg auf dem Schwarzenbacher Burgberg.
Später unter den Römern lag das heutige Horitschon in der Provinz Pannonia.

Der Ort gehörte wie das gesamte Burgenland bis 1920/21 zu Ungarn. Der Ort gehört seit 1921 zum neu gegründeten Bundesland Burgenland (siehe auch Geschichte des Burgenlandes). Marktgemeinde ist Horitschon seit 1983.

## Kultur und Sehenswürdigkeiten
- Pfarrkirche Horitschon
- 1. Burgenländischer Rotweinlehrpfad[4]

### Vereine, Brauchtum
Die Jugend Horitschon ist ein gemeinnütziger Verein, welcher die Förderung des dörflichen Zusammenlebens und die Brauchtums- und Heimatpflege bezweckt. Der Verein wurde im April 2018 gegründet und ist ein örtlicher, überparteilicher Verein, der jedes Mädchen und jeden Burschen von Horitschon ab dem 16. Lebensjahr aufnimmt.

## Wirtschaft und Infrastruktur

### Wirtschaftssektoren
In den Jahren 1999 bis 2010 halbierte sich die Anzahl der landwirtschaftlichen Betriebe. Trotz einer Zunahme der Produktionsbetriebe sank die Anzahl der dort Beschäftigten. Im Dienstleistungssektor nahm sowohl die Anzahl der Betriebe als auch die Anzahl der Erwerbstätigen zu.
| Wirtschaftssektor            | Anzahl Betriebe | Anzahl Betriebe | Erwerbstätige 2) | Erwerbstätige 2) |
| Wirtschaftssektor            | 2011            | 2001            | 2011             | 2001             |
| ---------------------------- | --------------- | --------------- | ---------------- | ---------------- |
| Land- und Forstwirtschaft 1) | 102             | 209             | 64               | 59               |
| Produktion                   | 29              | 18              | 206              | 297              |
| Dienstleistung               | 88              | 58              | 327              | 241              |

1) Betriebe mit Fläche in den Jahren 2010 und 1999, 2) Erwerbstätige am Arbeitsort 
| Über vierzig Prozent der Gemeindefläche werden landwirtschaftlich genutzt, auf rund einem Viertel wird Wein angebaut und knapp unter zwanzig Prozent sind bewaldet. Horitschon zählt zum Weinbaugebiet Mittelburgenland. Die Weinorte des Mittelburgenlandes vermarkten sich infolge der Dominanz des Blaufränkischanbaus als „Blaufränkischland“. Gemeinsam mit Neckenmarkt, Deutschkreutz und Lutzmannsburg zählt Horitschon zu den Hauptorten des Blaufränkischandes. Die besten Weinbergslagen des Ortes zählen zu den angesehensten Lagen des Mittelburgenlandes. | Die zur Anzeige dieser Grafik verwendete Erweiterung wurde dauerhaft deaktiviert. Wir arbeiten aktuell daran, diese und weitere betroffene Grafiken auf ein neues Format umzustellen. (Mehr dazu) |

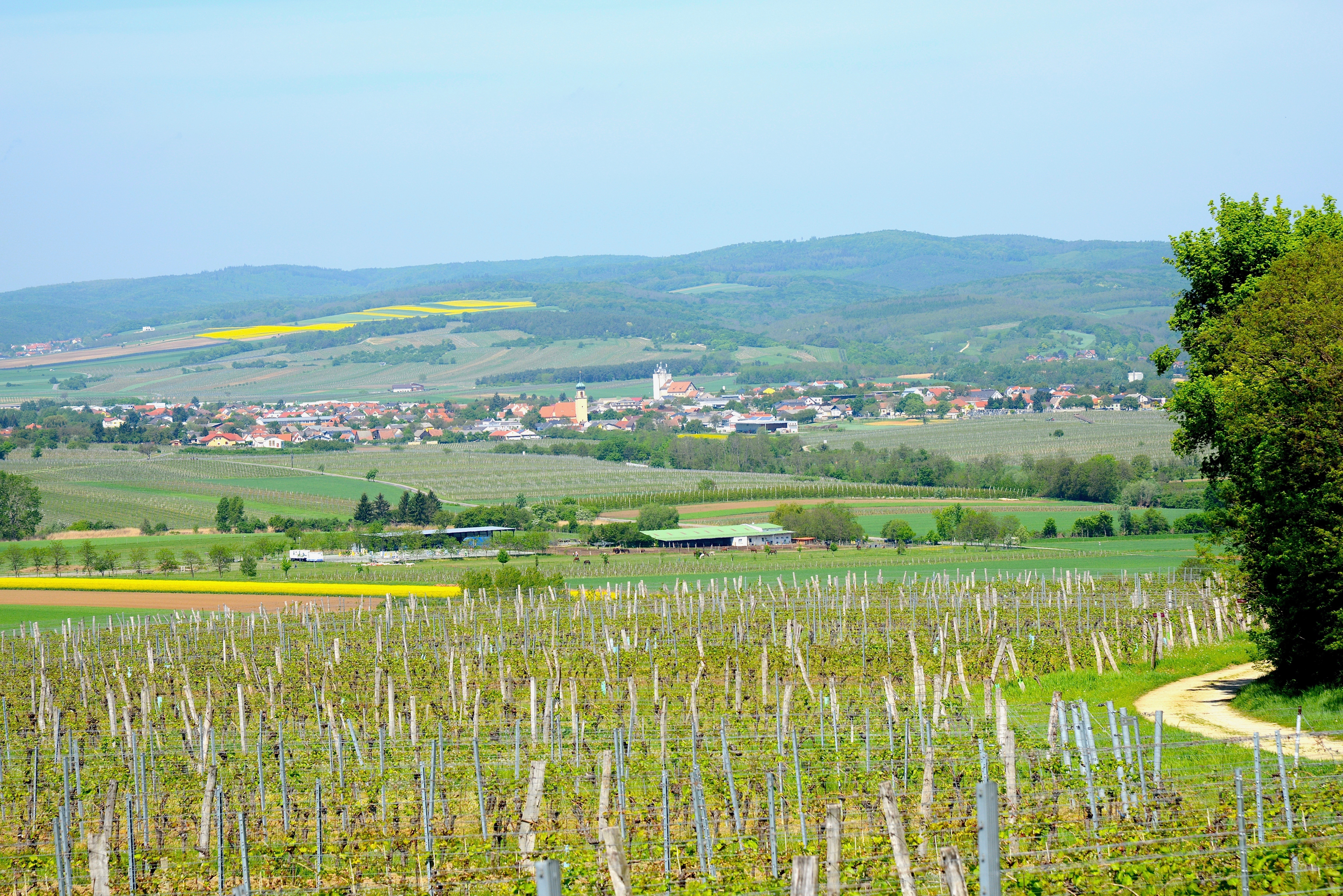
Weinlandschaft bei Horitschon

In den vergangenen Jahrhunderten war Horitschon zwar immer schon ein Weinbauort gewesen, auf eigenem Gemeindegebiet gab es früher jedoch vergleichsweise wenige Rebstöcke. Die meisten Weingärten hatten die Horitschoner in Raiding und Neckenmarkt, zu einem geringeren Teil auch in Unterpetersdorf und Deutschkreutz. Die ältesten Horitschoner Weingärten waren die „Gfangeräcker“, wahrscheinlich auch die Ried „Weingartengfanger“. Nach dem Ende des Feudalsystems, mithin ab 1848, wurden in Horitschon verstärkt Reben ausgepflanzt. Heute ist Horitschon ein ausgesprochener Rotweinort mit der Hauptsorte Blaufränkisch. Es befindet sich im Ort die größte Winzergenossenschaft des Bezirks Oberpullendorf. Eine Reihe von Horitschoner Weinbaubetrieben hat überregional Bekanntheit erlangt.

## Politik

### Gemeinderat
Der Gemeinderat umfasst aufgrund der Anzahl der Wahlberechtigten insgesamt 21 Mitglieder.
| Partei          | 2022             | 2022             | 2022             | 2017             | 2017             | 2017             | 2012             | 2012             | 2012             | 2007             | 2007             | 2007             | 2002             | 2002             | 2002             | 1997             | 1997             | 1997             |
| Partei          | Sti.             | %                | M.               | Sti.             | %                | M.               | Sti.             | %                | M.               | Sti.             | %                | M.               | Sti.             | %                | M.               | Sti.             | %                | M.               |
| --------------- | ---------------- | ---------------- | ---------------- | ---------------- | ---------------- | ---------------- | ---------------- | ---------------- | ---------------- | ---------------- | ---------------- | ---------------- | ---------------- | ---------------- | ---------------- | ---------------- | ---------------- | ---------------- |
| ÖVP             | 572              | 42,09            | 9                | 662              | 49,59            | 10               | 562              | 39,89            | 9                | 667              | 44,86            | 10               | 696              | 48,77            | 11               | 586              | 45,75            | 10               |
| SPÖ             | 699              | 51,43            | 11               | 545              | 40,82            | 9                | 735              | 52,16            | 11               | 792              | 53,26            | 11               | 676              | 47,37            | 10               | 572              | 44,65            | 9                |
| GRÜNE           | 88               | 6,48             | 1                | nicht kandidiert | nicht kandidiert | nicht kandidiert | nicht kandidiert | nicht kandidiert | nicht kandidiert | nicht kandidiert | nicht kandidiert | nicht kandidiert | nicht kandidiert | nicht kandidiert | nicht kandidiert | nicht kandidiert | nicht kandidiert | nicht kandidiert |
| FPÖ             | nicht kandidiert | nicht kandidiert | nicht kandidiert | 128              | 9,59             | 2                | nicht kandidiert | nicht kandidiert | nicht kandidiert | nicht kandidiert | nicht kandidiert | nicht kandidiert | 55               | 3,85             | 0                | 123              | 9,60             | 2                |
| LBL             | nicht kandidiert | nicht kandidiert | nicht kandidiert | nicht kandidiert | nicht kandidiert | nicht kandidiert | 112              | 7,95             | 1                | nicht kandidiert | nicht kandidiert | nicht kandidiert | nicht kandidiert | nicht kandidiert | nicht kandidiert | nicht kandidiert | nicht kandidiert | nicht kandidiert |
| FBL             | nicht kandidiert | nicht kandidiert | nicht kandidiert | nicht kandidiert | nicht kandidiert | nicht kandidiert | nicht kandidiert | nicht kandidiert | nicht kandidiert | 28               | 1,88             | 0                | nicht kandidiert | nicht kandidiert | nicht kandidiert | nicht kandidiert | nicht kandidiert | nicht kandidiert |
| Wahlberechtigte | 1809             | 1809             | 1809             | 1786             | 1786             | 1786             | 1794             | 1794             | 1794             | 1794             | 1794             | 1794             | 1750             | 1750             | 1750             | 1625             | 1625             | 1625             |
| Wahlbeteiligung | 81,04 %          | 81,04 %          | 81,04 %          | 82,98 %          | 82,98 %          | 82,98 %          | 87,12 %          | 87,12 %          | 87,12 %          | 89,69 %          | 89,69 %          | 89,69 %          | 89,89 %          | 89,89 %          | 89,89 %          | 88,80 %          | 88,80 %          | 88,80 %          |

### Bürgermeister
Bürgermeister der Marktgemeinde Horitschon ist Gerhard Petschowitsch, BA MSc (SPÖ). Er setzte sich bei der Bürgermeisterdirektwahl 2022 mit 52,6 Prozent der Wählerstimmen gegen den seit 2017 amtierenden Bürgermeister Georg Dillhof (ÖVP) durch.

### Chronik der Bürgermeister
Quelle: Atlas Burgenland
- 1931 Paul Petschowitsch (CS)
- 1938 Hermann Wessely (NSDAP)
- 1950–1955 Franz Iby (ÖVP)
- 1955–1967 Lorenz Fally (SPÖ)
- 1967 Franz Haller (SPÖ)
- 1971–1982 Franz Pusch (ÖVP)
- 1982–1987 Rupert Petsovits (SPÖ)
- 1987–2007 Anton Iby (ÖVP)
- 2007–2017 Peter Heger (SPÖ)
- 2017–2022 Georg Dillhof (ÖVP)
- seit 2022 Gerhard Petschowitsch (SPÖ)

## Persönlichkeiten

### Söhne und Töchter der Gemeinde
- Hans Tesch (* 1955), Journalist und Sachbuchautor